# Simona Stašová
Simona Stašová (* 19. března 1955 Praha) je česká herečka.

## Život
Narodila se do rodiny herečky Jiřiny Bohdalové a seismologa Břetislava Staše. Po absolutoriu konzervatoře studovala na DAMU, po ukončení školy v roce 1978 hrála nejprve rok v Českých Budějovicích, poté 14 let v Divadle E. F. Buriana v Praze Na Poříčí. Od roku 1991 je členkou Městských divadel pražských. Spolupracovala s Divadlem K a současně hostovala i v Divadle za branou II. a v Činoherním klubu. Od roku 1993 začala pravidelně hrát v Divadle ABC. Spolupracovala s českými režiséry: Filipem Renčem (Román pro ženy, Sebemilenec), Milanem Cieslarem (Láska je láska), Janem Hřebejkem (Pelíšky).

## Dílo

### Film a televize
- Kdo je kdo (1973) … Libuše
- Královské řádění (1974) … panna Marta ze Zbýšova
- Žena za pultem (1977) … učednice Zuzana
- Buldoci a třešně (1981) … servírka
- Jako kníže Rohan (1983) … Pepi Krančilová
- Létající Čestmír (1983) … dospělá Barborka Bartáková
- Panoptikum Města pražského  (epizoda "Atentát na ministerského předsedu") (1987) … Lojzka, Lulu
- Blázni a děvčátka (1989) … Kocmanová
- Přítelkyně z domu smutku (1992) … Anča
- Ranč U zelené sedmy (1998) … učitelka Peštová
- Pelíšky (1999) … Šebková
- Musíme si pomáhat (2000) … Libuše Šimáčková
- Místo nahoře (2002) … Věra Lukešová
- Román pro ženy (2005) … Jana
- Místo v životě (2006) … Věra Lukešová
- Dítě hvězdy (2007) … žebračka, žena, královna
- Muži v naději (2011) … Marta, Rudolfova žena
- Můj vysvlečenej deník (2012) ... dr. Lichá
- Láska je láska (2012) … Zdena
- Sebemilenec (2013) … Libuše
- Život je život (2015) … Jana
- Lída Baarová (2016) … Ludmila Babková (matka Baarové)
- Princ Mamánek (2022)
- Bezva zuby na zásnuby (2022)

### Divadlo
- 2005 Brian Friel: Lásky paní Katty, Alice McGuire, Divadlo Na Jezerce, režie Vladimír Strnisko
- 2008 William Russell: Shirley Valentine, Shirley Valentine, Divadlo ABC, režie Zdeněk Kaloč
- 2008 Bengt Ahlfors: Paní plukovníková, Annika Bergerová, Divadlo Na Jezerce, režie Vladimír Strnisko
- 2015 Rodolfo Sonego, Renato Giordano: Vím, že víš, že vím, Divadlo ABC, režie Vladimír Strnisko

### Práce pro rozhlas
- 1990 Jiří Robert Pick: Anekdoty Franci Roubíčka, tragikomedie o muži, který nedokázal neříct anekdotu. Hudba Vladimír Truc. Dramaturg Dušan Všelicha. Režie Josef Červinka. Účinkují: Tomáš Töpfer, Růžena Merunková, Barbora Kodetová, Marie Marešová, Miloš Hlavica, Jiří Lábus, Zdeněk Ornest, Josef Velda, Oldřich Vízner, Martin Velda, Simona Stašová a Jaroslava Kretschmerová. Natočeno v roce 1990.[2]
- 1993 Miloň Čepelka: Freony, Minihoror. Český rozhlas. Hudební improvizace Emil Viklický. Dramaturg Josef Hlavnička. Režie Jan Fuchs. Účinkují: Václav Vydra, Jan Teplý, Simona Stašová a Jaroslav Kepka.
- 1993 Ladislav Klíma: Edgar. rozhlasová úprava Pavel Minks, dramaturg Hynek Pekárek, v režii. Josefa Červinky hráli: Jiří Schwarz, Simona Stašová a Jiří Holý.[3]
- 2011 Eduardo De Filippo: Filumena Marturano, Český rozhlas, překlad: Oldřich Kautský, režie: Lída Engelová. Účinkují: Filumena Simona Stašová, Domenico Viktor Preiss, Alfredo Jaroslav Satoranský, Rosalia Miroslava Pleštilová, Umberto Jan Meduna, Riccardo Marek Holý, Michelle Lukáš Jurek, Nocella Ladislav Županič, Diana Lucie Pernetová a pikolík Viktor Dvořák.

## Ocenění

### Český lev
- 1999 Pelíšky (nominace)
- 2005 Román pro ženy (nominace)
- 2016 Lída Baarová (nominace)

### TýTý
- 2011 (3. místo)
- 2013 (3. místo)
- 2014 (1. místo)

### Thálie
- 2006 Činohra ženy (nominace)
- 2008 Činohra ženy (výhra)

### Golden Reel Awards
- 2014 Sebemilenec (výhra)

### Zlín Film Festival
- 2025 Zlatý střevíček za mimořádný přínos kinematografii pro děti a mládež[4]